# Hermann von Wevort
Hermann von Wevort (* im 14. Jahrhundert; † im 15. Jahrhundert) war ein römisch-katholischer Geistlicher und Domherr in Münster.

## Leben
Die Herkunft des Hermann von Wevort ist nicht überliefert. Er war Geistlicher in der katholischen Kirche in Neuenkirchen im Bistum Köln. Papst Bonifatius IX. erteilte ihm nach der Wahl des Johannes von Dülmen zum Bischof von Lübeck und nach dem Verzicht des Domherrn Nicolaus de Aquis eine Dompräbende in Münster. Am 31. Oktober 1402 kam nach dessen Tod oder dem endgültigen Verzicht die Bestätigung des Papstes.
Die Quellenlage gibt über Wevorts Wirken keinen Aufschluss.